# Čoltovo
Čoltovo es un municipio situado en el distrito de Rožňava, en la región de Košice, Eslovaquia. Tiene una población estimada, en mayo de 2023, de 471 habitantes.
Está ubicado al oeste de la región, en la cuenca hidrográfica del río Hernád, y cerca de la frontera con la región de Banská Bystrica y Hungría.

## Demografía
| Año        | 1994 | 2004     | 2014    | 2024    |
| ---------- | ---- | -------- | ------- | ------- |
| Población  | 421  | 470      | 484     | 470     |
| Diferencia |      | +11,63 % | +2,97 % | −2,89 % |

| Año        | 2023 | 2024 |
| ---------- | ---- | ---- |
| Población  | 470  | 470  |
| Diferencia |      | +0 % |